# Calueque
Calueque ist eine Ortschaft im Südwesten Angolas. Sie liegt etwa 12 km von der Grenze zu Namibia entfernt.

## Geschichte
Bedeutung erlangte Calueque im Bürgerkrieg vor allem durch seine Lage am Fluss Cunene und den dort existierenden Staudamm. Hier wird Wasser abgepumpt und durch eine Pipeline in den Calueque-Oshakati-Kanal in den wasserarmen Norden Namibias bis nach Oshakati geleitet. Der Staudamm wurde während des Bürgerkriegs von südafrikanischen Militäreinheiten gehalten und war immer wieder Ziel der angolanischen Regierungstruppen bzw. der sie unterstützenden kubanischen Streitkräfte. Am 27. Juni 1988 griffen kubanische Kampfflugzeuge den Damm an, hierbei kamen 12 südafrikanische Soldaten ums Leben. Der Damm wurde schwer beschädigt und blieb es auch nach Ende des Bürgerkriegs 2002 noch lange Jahre. Nach Abschluss des Wiederaufbaus ist für 2015 die Wiederinbetriebnahme des Wasserkraftwerks vorgesehen.

## Verwaltung
Calueque liegt in der Gemeinde (Comuna) Naulila, Kreis (Município) von Ombadja, Provinz Cunene. Die Einwohnerzahl Calueques wurde Anfang 2014 mit 425 angegeben.

## Wirtschaft und Verkehr
Die Straßenverbindungen nach Xangongo und Ondjiva waren sehr lange sehr schlecht, und Wiederaufbau und Neuerrichtung sind noch nicht abgeschlossen (Stand:Januar 2014). Daher ist die Wirtschaft bis heute stark an Namibia und noch wenig an Angola orientiert. Noch im Jahr 2004 war gängiges Zahlungsmittel in Calueque nicht die angolanische Währung Kwanza, sondern der namibische Dollar.
Der Staatssekretär für das Bauwesen, Ilídio Martins, betonte bei seinem Besuch in Calueque im Januar 2014 daher die Bedeutung der Straße durch den Ort zur angolanisch-namibischen Grenze bei Santa Clara. Zusammen mit der angestrebten Sonderwirtschaftszone Zona Económica Especial (ZEE) soll die in Kürze fertiggestellte Straßenverbindung den Handel mit Namibia erleichtern, und damit den Ausstauch zwischen Angola und Namibia und in der Folge die regionale Wirtschaft beflügeln.
Daneben ist Landwirtschaft und Flussfischerei weiterhin von Bedeutung für die lokale Wirtschaft.